# Rottenbuch
Rottenbuch – miejscowość i gmina w Niemczech, w kraju związkowym Bawaria, w rejencji Górna Bawaria, w regionie Oberland, w powiecie Weilheim-Schongau, siedziba wspólnoty administracyjnej Rottenbuch. Leży około 18 km na południowy zachód od Weilheim in Oberbayern, nad rzeką Amper, przy drodze B23.

## Dzielnice
- Rottenbuch
- Schönberg

## Demografia
| Rok  | Liczba mieszk. |
| 1970 | 1386           |
| 1987 | 1551           |
| 2000 | 1739           |
| 2005 | 1790           |

### Struktura wiekowa
Dane o ludności z 31 grudnia 2008:
| Opis                                | Ogółem | Ogółem | Kobiety | Kobiety | Mężczyźni | Mężczyźni |
| ----------------------------------- | ------ | ------ | ------- | ------- | --------- | --------- |
| Jednostka                           | osób   | %      | osób    | %       | osób      | %         |
| Populacja                           | 1793   | 100    | 947     | 52,82   | 846       | 47,18     |
| Wiek przedprodukcyjny (0–17 lat)    | 383    | 21,36  | 185     | 10,32   | 198       | 11,04     |
| Wiek produkcyjny (18–65 lat)        | 1019   | 56,83  | 536     | 29,89   | 483       | 26,94     |
| Wiek poprodukcyjny (powyżej 65 lat) | 391    | 21,81  | 226     | 12,6    | 165       | 9,2       |

## Polityka
Wójtem gminy jest Andreas Keller, rada gminy składa się z 12 osób.
|      | CSU | FWRS | SWG | Razem |
| 2008 | 4   | 5    | 3   | 12    |
| 2002 | 5   | 4    | 3   | 12    |